# Itapeva (tiểu vùng)
Itapeva là một tiểu vùng thuộc bang São Paulo, Brasil. Tiều vùng này có diện tích 7660 km², dân số năm 2007 là 232703 người.